# Карл Август Саксен-Веймар-Эйзенахский (1912)
Карл Август Вильгельм Эрнст Фридрих Георг Иоганн Альбрехт Саксен-Веймар-Эйзенахский (нем. Karl August Wilhelm Ernst Friedrich Georg Johann Albrecht von Sachsen-Weimar-Eisenach; 28 июля 1912 — 14 октября 1988) — наследный принц Саксен-Веймар-Эйзенахский, глава Саксен-Веймар-Эйзенахского герцогского дома (24 апреля 1923 — 14 октября 1988).

## Биография
Карл Август родился в замке Вильгельмсталь в Баварии. Старший сын и наследник великого герцога Вильгельма Эрнста Саксен-Веймар-Эйзенахского (1876—1923), правившего в 1901—1918 годах, и его второй жены принцессы Феодоры Саксен-Мейнингенской.
9 ноября 1918 года в результате Германской революции Вильгельм Эрнст Саксен-Веймар-Эйзенахский (отец Карла Августа) лишился герцогского трона и вместе с семьей уехал в Силезию, где ему принадлежал замок Хайнрихау (современный польский город Зембице).
24 апреля 1923 года после смерти своего отца наследный принц Карл Август стал главой Саксен-Веймар-Эйзенахского герцогского дома.
До 1922 года принц Карл Август Саксен-Веймар-Эйзенахский был третьим в очереди на королевский трон Нидерландов.
Карл Август Саксен-Веймар-Эйзенахский был офицером вермахта и служил в танковом полку. В июне 1945 года он вместе с семьей бежал из Тюрингии, оккупированной советскими войсками, в Западную Германию, занятую союзниками.
76-летний Карл Август Саксен-Веймар-Эйзенахский скончался 14 октября 1988 года в поселке Schienen на Боденском озере. Его титул унаследовал сын Михаэль (род. 15 ноября 1946).

## Брак и дети
5 октября 1944 года Карл Август женился в замке Вартбург в Тюринии на Елизавете фон Вангенхейм-Винтерштейн (16 января 1912, Тюбинген — 15 марта 2010, Мюнхен), дочери барона Отмара фон Вангенхайм-Винтерштайна и Мод фон Трюцшлерт. Супруги жили в замках Вартбург и Беринген. У них родилось трое детей:
- Елизавета Саксен-Веймар-Эйзанахская (род. 22 июля 1945), муж с 1981 года Миндерт Дидерик де Кант (род. 1934). Они развелись в 1983 году. Детей в браке не было.
- Михаэль Саксен-Веймар-Эйзенахский (род. 15 ноября 1946), глава Саксен-Веймар-Эйзенахского дома с 1988 года. Был дважды женат. Имеет одну дочь от второго брака.
- Беатриса-Мария Саксен-Веймар-Эйзенахская (род. 11 марта 1948), жена с 1977 года Чарльза Мартина Дэвидсона (род. 1940), от брака с которым у неё есть одна дочь.

Елизавета и Карл Август позже расстались, но официально так и не развелись.